# Branešci Donji
Branešci Donji (cyr. Бранешци Доњи) – wieś w północnej Bośni i Hercegowinie, w Republice Serbskiej, w gminie Čelinac. W 2013 roku liczyła 662 mieszkańców.

## Położenie
Wieś położona jest około 27 km na wschód w linii prostej od miasta Banja Luka oraz ok. 11 km na południowy zachód od miasta Prnjavor. Na zachód od miejscowości, w odległości ok. 1,5 km, położona jest wieś Branešci Gornji, na wschód, w odległości ok. 1,5 km, Šarinci. Około 10 km na północ w linii prostej od wsi, przebiega droga magistralna M16.1, do której dojazd częściowo wiedzie drogą regionalną R476, znajdującą się ok. 2,5 km na wschód w linii prostej. Na północy sąsiaduje z Čivčije, a na południu ze Starą Dubravą. Razem z Branešci Gornji tworzy większą jednostkę osadniczo-terytorialną (naseljeno mjesto) – Branešci.
Wraz z Branešci Gornji zajmuje powierzchnię 24,95 km². Przez teren jednostki przepływa rzeka Turjanica oraz inne rzeki i potoki, w tym m.in. Rijeka i Rakovica. Położona jest na terenie przeważnie płaskim, z pojedynczymi, niewielkimi wzniesieniami. Obszar pokryty jest lasami liściastymi z domieszką drzew iglastych.

## Demografia
W 2013 wieś zamieszkiwały 662 osoby w 181 gospodarstwach domowych, co stanowiło niecałe 4% populacji gminy. W 1991 – 779 osób, w tym 772 Serbów oraz 1 Chorwat. W 1981 we wsi mieszkało 886 osób, w tym 885 narodowości serbskiej. W 1971 liczyła 941 mieszkańców, z czego 940 to Serbowie. W 1961 zamieszkiwały ją 972 osoby, w tym 970 Serbów i 1 Chorwat. Po 1960 ludność miejscowości stale malała. Od 1961, kiedy to zanotowano największą liczbę ludności po 1960, w stosunku do 2013, populacja wsi zmniejszyła się o prawie 32%.

## Historia
Od 1 grudnia 1918 miejscowość położona była na terenie Królestwa Serbów, Chorwatów i Słoweńców. W 1929 nazwę państwa przekształcono w Królestwo Jugosławii. Podczas II wojny światowej obszar znajdował się pod okupacją III Rzeszy i Królestwa Włoch, które zezwoliły na utworzenie marionetkowego kraju – Niepodległego Państwa Chorwackiego. W listopadzie 1945 wieś znalazła się w granicach Socjalistycznej Federacyjnej Republiki Jugosławii, w Republice Bośni i Hercegowiny. Od 1992, w wyniku rozpadu Jugosławii, wieś położona jest na terenie Bośni i Hercegowiny, w Republice Serbskiej.